# Sporting Club de Toulon
Maillots
Actualités
Dernière mise à jour : 24 octobre 2024.
Le Sporting Club de Toulon, couramment abrégé en Sporting ou SC Toulon, est un club de football français fondé le 25 juin 1945 à Toulon (Var) et le principal club de la ville. Il évolue aujourd'hui en National 2 (4e division française) et joue ses matchs à domicile au stade de Bon Rencontre.
Ancienne section du club omnisports du Club sportif toulonnais, le Sporting Club de Toulon va après sa création évoluer longtemps en deuxième division connaissant deux brefs passages en première division (1959-1960 et 1964-1965). Après une descente en 3e division au début des années 1980, le club va connaître une décennie dans l'élite du football français en jouant en Première division de 1983 à 1993, sans interruption, le club évoluant alors au stade Mayol. Aux prises avec de graves problèmes financiers, le Sporting va connaître différentes rétrogradations jusqu'à sa liquidation judiciaire en 1998. Il repart alors comme club amateur en Division d'honneur (championnat régional).
Il réussit à remonter jusqu'à atteindre le National lors de la saison 2005-2006 mais retombe en Championnat de France amateur de football (CFA) en 2007. En 2011, à la suite de nouveaux déficits, le club est de nouveau relégué par la Direction nationale du contrôle de gestion (DNCG) en championnat amateur. Il est alors repris en juillet de cette année par Claude Joye, son propriétaire actuel, qui efface le passif et nomme Jacques Jayet comme président. Le club joue alors la saison 2011-2012 en Division d'honneur, au sein de la Ligue Méditerranée. Après avoir terminé 1er de son groupe de division d'honneur, Toulon remonte en Championnat de France amateur 2 pour la saison 2014-2015. La saison suivante, Toulon termine 1er de son groupe de CFA 2 et joue alors en CFA à partir de la saison 2016-2017.
En 2016, le club reprend son nom d'origine et redevient le Sporting Club de Toulon à la suite de sa fusion avec le Sporting Club Toulon-Le Las. À la fin de la saison 2019, le club varois, entraîné par Fabien Pujo, remonte en National où il évolue lors de la saison 2019-2020.
Le championnat ayant été arrêté fin Février 2020 pour cause de Covid, le SCT a été rétrogradé en National 2 sans avoir pu défendre ses chances jusqu'au terme du championnat, et ce malgré un recrutement massif en janvier 2020.

## Histoire

### Genèse du club
Le Sporting Club de Toulon est fondé en 1945 par fusion du Sporting Club du Temple (fondé en 1933) et de la Jeunesse Sportive Toulonnaise[réf. nécessaire]. Les couleurs adoptées par le club sont le noir et l'or.
Toulon intègre après-guerre le championnat de France de deuxième division, qu'il ne quitte que le temps d'une saison en 1946-1947. Le club joue au stade de la Marine de Toulon, à Jaureguiberry. Toulon termine à la 10e place du groupe Sud avec 22 points.
La saison suivante, des changements interviennent dans l'organisation de la deuxième division, qui passe de deux groupes de 14 clubs à une poule unique de 22 clubs. Les blessures sont nombreuses durant cette saison et le Sporting termine 20e sur 22 et se voit rétrogradé en Division d'Honneur.
Lors de la saison 1947-1948, le club remonte à l'échelon supérieur et accède donc au tout nouveau championnat professionnel de seconde division.
Lors de la saison 1948-1949, Toulon se maintient avec une honorable 13e place. le club voit alors l'arrivée d'un homme qui marquera l'histoire du Sporting, Arthur Depallens, qui détiendra le record de longévité à la tête du club.
La saison 1949-1950 voit le SCT pointer à la 10e place en fin de championnat et Henri Sierra est le meilleur buteur du club en D2 avec 17 buts.

### L'embellie des années 1950
Le Sporting évolue toujours au début des années 1950 en deuxième division et termine la saison 1950-1951 à la 11e place sur 17. Le meilleur buteur Toulonnais de la saison est Georges Cesari avec 20 buts. Le parcours en Coupe de France s'achève en 16e de finale avec une sévère défaite (5-1) contre un pensionnaire de l'élite, le Stade français, après avoir éliminé le leader de la D2 au tour précédent, l'Olympique lyonnais. La saison 1951-1952 débute avec un changement d’entraîneur et une 9e place décrochée en fin de saison. Le meilleur buteur est Rudolf Neubert avec 17 buts. Cependant, financièrement, le SC Toulon commence à souffrir car le club joue au stade Mayol et paie la location du stade à la ville. Un appel est alors lancé aux supporters pour sauver le club. Le journal des supporters, Allez Toulon, est lancé cette même année.
La saison 1952-1953 sera moins brillante avec une 15e place en championnat et la suivante, malgré l'arrivée du Hyérois Gabriel Robert comme entraîneur-joueur, sera pire avec une 18e place sur 20 clubs. Le travail portera ses fruits lors de la saison 1954-1955 puisque le SCT terminera à une encourageante 12e place et le parcours en Coupe de France voit le club tomber face à Nancy en huitièmes de finale. Les couleurs officielles du club, noir et or, seront abandonnées pour celles de la ville, azur et or, lors de la saison 1955-1956. On enregistre l'arrivée comme gardien de but de Marcel Duval, futur grand du Sporting, et le club finit à la 13e place, au cours d'une saison jugée décevante.
En pleine progression, le Sporting va obtenir de bons résultats sous l'autorité de Gabriel Robert en se faisant éliminer au 2e tour de la Coupe Charles Drago (l'équivalent de la Coupe de la Ligue à l'époque). L'équipe se fait sortir par Montpellier en Coupe de France en janvier 1957. Cette même saison voit l'apparition de la Coupe Gambardella, sous l'impulsion de l'ancien président de la Fédération française de football qui, à sa mort, a donné son nom à l'ancienne Coupe de France des -18 ans. Les jeunes du Sporting atteindront les demi-finales de cette première édition. Lors de la saison 1957-1958, le Sporting va atteindre les 8e de finale de la Coupe de France et les demi-finales de la Coupe Drago. L'anecdote veut que le Sporting joua les 16e de la Coupe de France au Stade Vélodrome avec les maillots de l'OM car Sochaux et Toulon avaient les mêmes couleurs.
Après onze années en D2, le club varois accède pour la première fois à l'élite en 1959, en terminant 3e de D2 lors de la dernière journée. Les supporters étaient de plus en plus présents au stade et c'est lors du dernier match à Besançon, le 31 mai 1959, que le SCT obtient sa montée dans la division supérieure, avec 150 supporters Toulonnais ayant fait le déplacement.
Gaby Robert parti à Lyon, le club ne parvient pas à se maintenir au sein de l'élite et termine à l'avant-dernière place de Première division. Le parcours en coupe sera plus intéressant avec une finale de Coupe Drago contre le RC Lens perdue 3-2 et un seizième de finale de Coupe de France contre Lille perdu 2-0.

### Bref retour en D1
Le début des années 1960 annonce la fin d'un règne au sein de la direction puisque le trio Depallens, Hermitte, Reich se retire. Le Sporting joue en deuxième division et termine à une décevante 14e place sur 19 clubs. La saison suivante, Toulon brille en Coupe de France et atteint les huitièmes de finale avec une défaite contre Angers. En championnat, le club finit à la 9e place et un nouveau président, Jacques Leterreux, est nommé ainsi qu'un nouvel entraîneur, Marcel Duval. Le nouveau comité directeur décide la construction de deux nouvelles tribunes au stade de Bon Rencontre (tribunes Berlet et Mouraille).
Mais les Toulonnais vont montrer qu'ils ont du caractère et des ressources en atteignant les demi-finales de la Coupe de France le 21 avril 1963 où ils sont éliminés par l'Olympique lyonnais. En championnat, c'est à nouveau plus mitigé avec une 18e place. L'année suivante, ils terminent quatrièmes gagne le droit de jouer les barrages. Marcel Duval est débarqué et remplacé par Hervé Mirouze, qui prône un football offensif. En barrages, Toulon joue contre le Racing (victoire 5-0 et défaite 3-0) puis contre le Stade Français (défaite 3-1 et victoire 4-1 le 28 juin 1964). Lors du dernier match, le Stade de Bon Rencontre est plein et les spectateurs peuvent fêter la montée.
Fraîchement promus pour la saison 1964-1965, les Toulonnais ne parviennent pas à se maintenir dans l'élite malgré un équipement neuf et le talent de leurs jeunes pousses. La seule satisfaction restera les quarts de finale de la Coupe de France où l'équipe s'incline contre Sedan 3-1 à Clermont-Ferrand le 4 avril 1965. La saison suivante, Monaco renfloue les caisses du club en achetant Francis Blanc et François Simian. Lors de cette saison, les grands matches ne se joueront plus au Vélodrome mais au stade Mayol. Le Sporting termine à la 5e place de ce championnat de D2. Lors de la saison 1966-1967, le club termine à la 7e place. En décembre 1966, l'équipe est invitée à Paris par le Ministère de la Jeunesse et des Sports mais le meilleur moment sera le match contre la JUT Nouméa, à l'autre bout du monde, le 15 décembre 1966 en Coupe de France. Un voyage inoubliable pour les joueurs.
Le club tourne une page lors de la saison 1967-1968 puisque le président Leterreux et l'entraîneur Mirouze se retirent. Jean Luciano est engagé mais les résultats en dents de scie conduisent le club à la 5e place. Encore une fois, la Coupe de France sauve la saison du SCT avec un quart de finale perdu contre Lyon à Nîmes, le 11 février 1968. La saison suivante, l'entraîneur fait confiance aux jeunes et cela se confirme par une nouvelle 5e place en championnat. En Coupe, le parcours s’arrête net en seizièmes. En 1969-1970, le nouveau président Antoine Sirvente fait venir au club un inconnu Argentin né en 1946 du nom d'Armando Martin, qui joue au milieu de terrain. Toulon atteindra les huitièmes de finale de la Coupe de France et sera éliminé au terme d'un troisième match à jouer (2-0, 0-2 au terme des 2 premiers matches) par Valenciennes (1-0). En championnat, les protégés de Luciano finissent à la 14e place.

### Duval, l'indispensable
Jean Luciano quitte le banc pour rejoindre l'AS Monaco au début des années 1970 et c'est donc le grand retour de Marcel Duval sur le banc du Sporting. Dès le début de l'année 1971, le club va effectuer une excellente remontée au classement et termine à la 5e place avec 31 points. La saison suivante sera une grande saison et la première d'une longue série sous l'impulsion de Duval. Financièrement aidé par la municipalité, le club va s'offrir les services de plusieurs nouveaux joueurs dont André Guy ou François Canizarès. En perdant leur dernier match de championnat face à La Ciotat (1-0), Toulon finit sur la 3e marche à 3 points du dauphin, Avignon, avec 36 points au compteur. En Coupe, le club atteint les 8e de finale, éliminé par le Red Star. Christian Dalger quitte le club, transféré à Monaco, où il va briller pendant près de 10 ans.
Des changements sont apportés à l'effectif lors de la saison 1972-1973 avec le départ de Duval à qui le comité directeur lui préfère Jean Luciano. Plusieurs joueurs arrivent et partent et malgré un début de championnat timide, le SCT effectue une belle remontée et finit 4e ex æquo avec Chaumont. La saison suivante, c'est le retour (encore) de Marcel Duval sur le banc et c'est son fils qui sera titularisé dans les buts Toulonnais. Devant, le club recrute Saar Boubacar, alors inconnu mais qui brillera plus tard aussi sous les couleurs olympiennes et parisiennes. En alternant le bon et le mauvais, Toulon clôt la saison 1973-1974 à la 5e place. Le président Angelo Bonadei s'efface et fait place à André Martinez, qui restera 6 ans à la tête du club.
La saison 1974-1975 voit Toulon se placer 2e ex æquo mais finalement finir sur la 3e marche à cause d'un différence de buts défavorable par rapport à Avignon mais termine meilleure défense avec seulement 22 buts encaissés. Malgré la non-qualification pour les barrages pour accéder à l'échelon supérieur, le SCT peut se targuer d'avoir battu tous les gros et favoris du championnat. En Coupe de France, l'équipe se fera éliminer par une grosse cylindrée de l'élite en match aller-retour, le RC Lens. À noter l'élimination du grand Monaco de Dalger au tour précédent. La saison suivante, l'équipe finit à nouveau troisième avec une seule défaite à domicile. Avec 5 points de retards sur le deuxième, Toulon n'accède toujours pas aux barrages, malgré un effectif qui commence à se connaître très bien, puisque évoluant ensemble depuis quelques saisons déjà. Cette bande de copains terminera encore une fois troisième du championnat de France de D2 1976-1977 pour un point seulement de retard sur le second, Gueugnon, et 3 sur le leader, Monaco. Les années se suivent et se ressemblent puisqu'en 1977-1978 le club termine encore 3e. Cette année, deux joueurs seront recrutés et marqueront l'histoire du club : Jean-Louis Berenguier (recordman des apparitions du club avec 495 matches toutes divisions confondues) et Gennaro Luigi Alfano, un personnage simple et généreux qui n'a jamais tourné le dos à son club, même lorsque le bateau commençait à sombrer.
Finalement, la saison 1978-1979 sera celle des changements et Marcel Duval est remercié pour faire place à Célestin Oliver, joueurs du Sporting dans les années 1960. Jean Tigana est recruté par Lyon mais le club enregistre l'arrivée de l'attaquant Michel N'Gom (futur joueur du PSG et de l'OM, qui se tuera dans un accident de voiture en 1984). Pour la première fois depuis 10 ans, le Sporting Club termine loin du podium, à la 12e place. La saison suivante, le Sporting va sombrer et sera relégué en division 3 en terminant 17e de son groupe pour la première depuis 33 ans. Le 30 juin 1980, le président Martinez démissionne.

### L'aventure toulonnaise
Relégué en Division 3 le temps d'une saison en 1980-1981, Toulon connaît une progression forte dans les années 1980. Nouvelle décennie et nouveau président lors de cette saison en D3. Marcel Duval est rappelé au chevet de Toulon pour reporter le club en deuxième division et éviter que le doute s'installe trop longtemps. Le Sporting termine 1er de son groupe Sud avec 46 points et accède donc à la division supérieure. L'effectif enregistre aussi le retour de Christian Dalger, joueur international et auréolé de sa participation à la Coupe du monde 1978 en Argentine et de son titre de champion de France avec l'AS Monaco.
La saison 1981-1982 va démarrer sur les chapeaux de roues avec deux victoires lors des deux premiers matches. Plusieurs joueurs viennent compléter l'effectif Azur et Or, donc Martin N'Kouka, Alain Bénédet, Jean-Pierre Chaussin ou encore Zelkjo Mijac, un libéro Yougoslave. Toulon aura la meilleure attaque du championnat ex æquo avec 62 buts dans le groupe A et terminera à la 4e place en produisant le jeu qui était le sien à la fin des années 1970. En Coupe de France, l'équipe atteint les quarts de finale.
La saison suivante, l'effectif se renforce avec en ligne de mire la montée : Pierre Vizcaino, gardien de but espagnol, vient remplacer Marc Duval, le fils de Marcel Duval et Rolland Courbis vient terminer sa carrière dans une ville qu'il connaît depuis tout petit. Grâce notamment à l'efficacité de Christian Dalger en attaque, au talent du meneur Alain Bénédet ou encore à l'expérience de Rolland Courbis en défense, le Sporting est de nouveau promu en première division en 1983, en terminant premier du groupe B, devant le Stade de Reims, grâce notamment à une victoire sur le terrain de Grenoble (1-5). La défense n'encaisse que 17 buts, ce qui constitue la 2e meilleure performance de tous les temps en deuxième division.
Lors de la saison 1983-1984, Toulon arrache son maintien grâce notamment aux 21 buts de Delio Onnis, meilleur buteur du championnat. Le club accède de nouveaux aux demi-finales de la Coupe de France mais est battu par l'AS Monaco (1-4, 2-1). Le 8 novembre 1983, le club quitte le stade de Bon Rencontre pour le stade Mayol, qui a été rénové, et joue un match de gala contre le club ouest-allemand du Borussia Mönchengladbach, perdu 8-4.
| \| Vizcaino Boissier Alfano Courbis Bérenguier Dib Neubert (N'Kouka) (J-P. Chaussin) Bénédet Emon Onnis Paganelli \| Équipe-type de la saison 1983-1984 |
| Vizcaino Boissier Alfano Courbis Bérenguier Dib Neubert (N'Kouka) (J-P. Chaussin) Bénédet Emon Onnis Paganelli                                          |

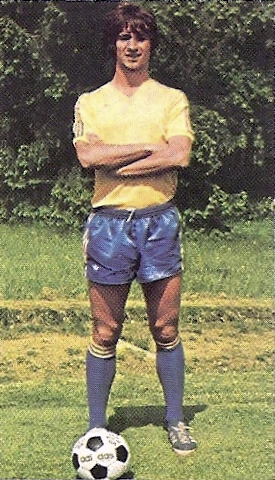
Rolland Courbis
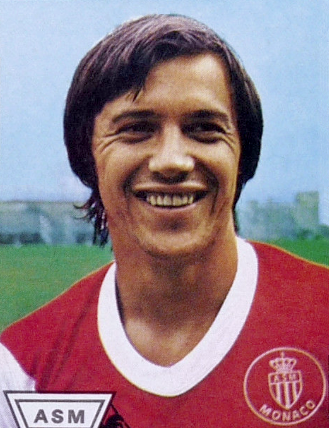
Albert Emon
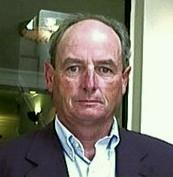
Christian Dalger
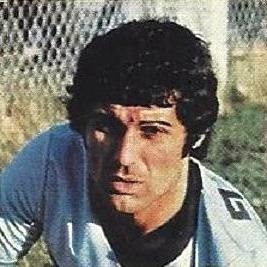
Delio Onnis

En 1984, le club est rebaptisé Sporting Club Toulon Var.
La saison 1984-1985 voit les Toulonnais obtenir d'excellents résultats, par exemple la victoire écrasante sur le Paris Saint Germain (5-1). Encore troisièmes au soir de la 31e journée, ils connaissent en avril trois défaites d'affilée (dont une face à l'AS Monaco, un but à zéro, devant les 18 000 spectateurs du stade Mayol, record d'affluence du club), qui les relèguent à la cinquième place, encore qualificative pour la Coupe d'Europe, avant la dernière journée. Mais une dernière défaite à domicile face au FC Nantes (1-2) les pousse à la 6e place à un point du FC Metz et les prive de compétition continentale.
| \| Olmeta Boissier Alfano Casoni Bérenguier Dib N'Kouka Bénédet Emon Onnis Ricort \| Équipe-type de la saison 1984-1985 |
| Olmeta Boissier Alfano Casoni Bérenguier Dib N'Kouka Bénédet Emon Onnis Ricort                                          |

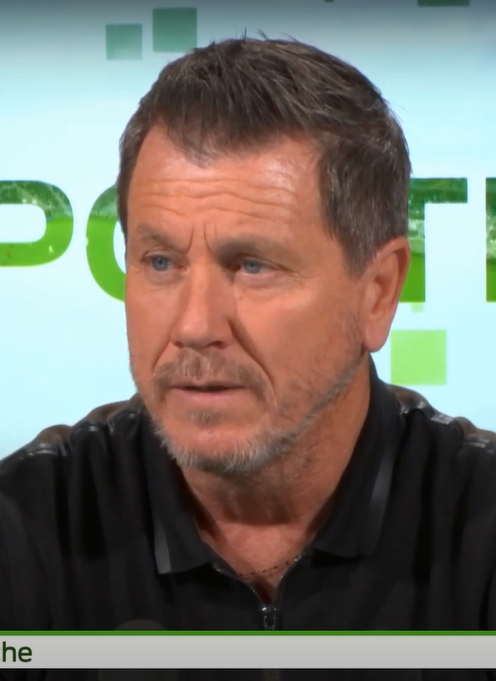
Pascal Olmeta
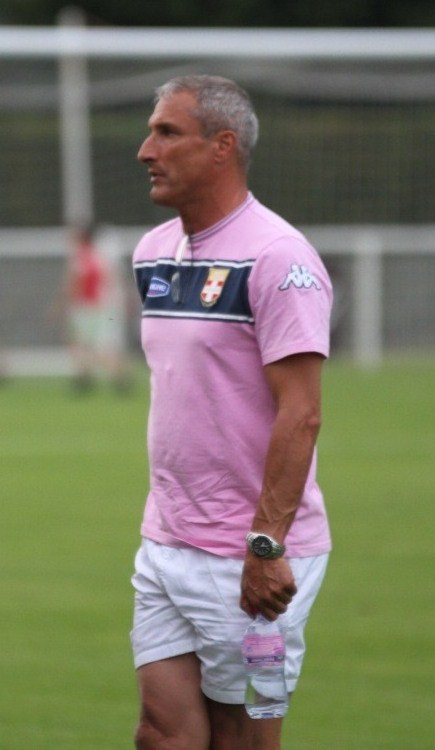
Bernard Casoni

La saison 1985-1986 sera beaucoup plus difficile. Malgré un départ en fanfare avec la 2e place au bout de trois journées mais après une mauvaise série, se retrouve à la 16e place au bout de 13 journées. Le club sera sauvé à l'ultime journée des barrages, finissant à la 16e place. Víctor Ramos finira meilleur buteur avec 19 buts. En cours de saison, Christian Dalger est limogé et remplacé par Paul Orsatti, pour la saison 1986-1987, le club termine à la 15e place.
En 1987-1988, les Toulonnais de Bernard Casoni, Bernard Pardo et David Ginola, dont l'entraîneur est l'ancien joueur Courbis, font encore mieux avec une 5e place, qui n'est cependant pas qualificative pour l'Europe cette année-là. C'est jusqu'à présent le meilleur classement du Sporting en championnat. En Coupe de France, Toulon se fait éliminer aux tirs au but en seizièmes de finale contre Sète après une interminable séance de tirs.
| \| Mottet (Borrelli) Alfano Mendy Casoni Bérenguier Zahoui Pardo (Henry) (Makanaky) Bénédet Ginola Dominguez Paganelli \| Équipe-type de la saison 1987-1988 |
| Mottet (Borrelli) Alfano Mendy Casoni Bérenguier Zahoui Pardo (Henry) (Makanaky) Bénédet Ginola Dominguez Paganelli                                          |

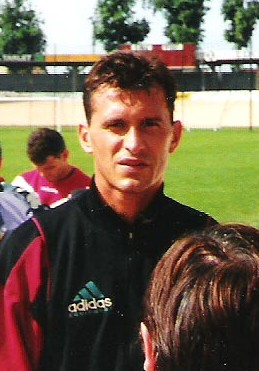
Luc Borrelli
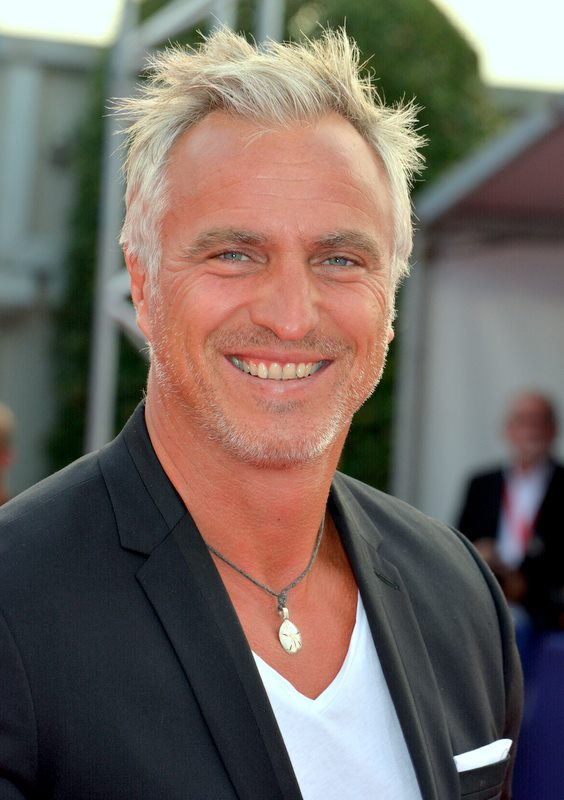
David Ginola
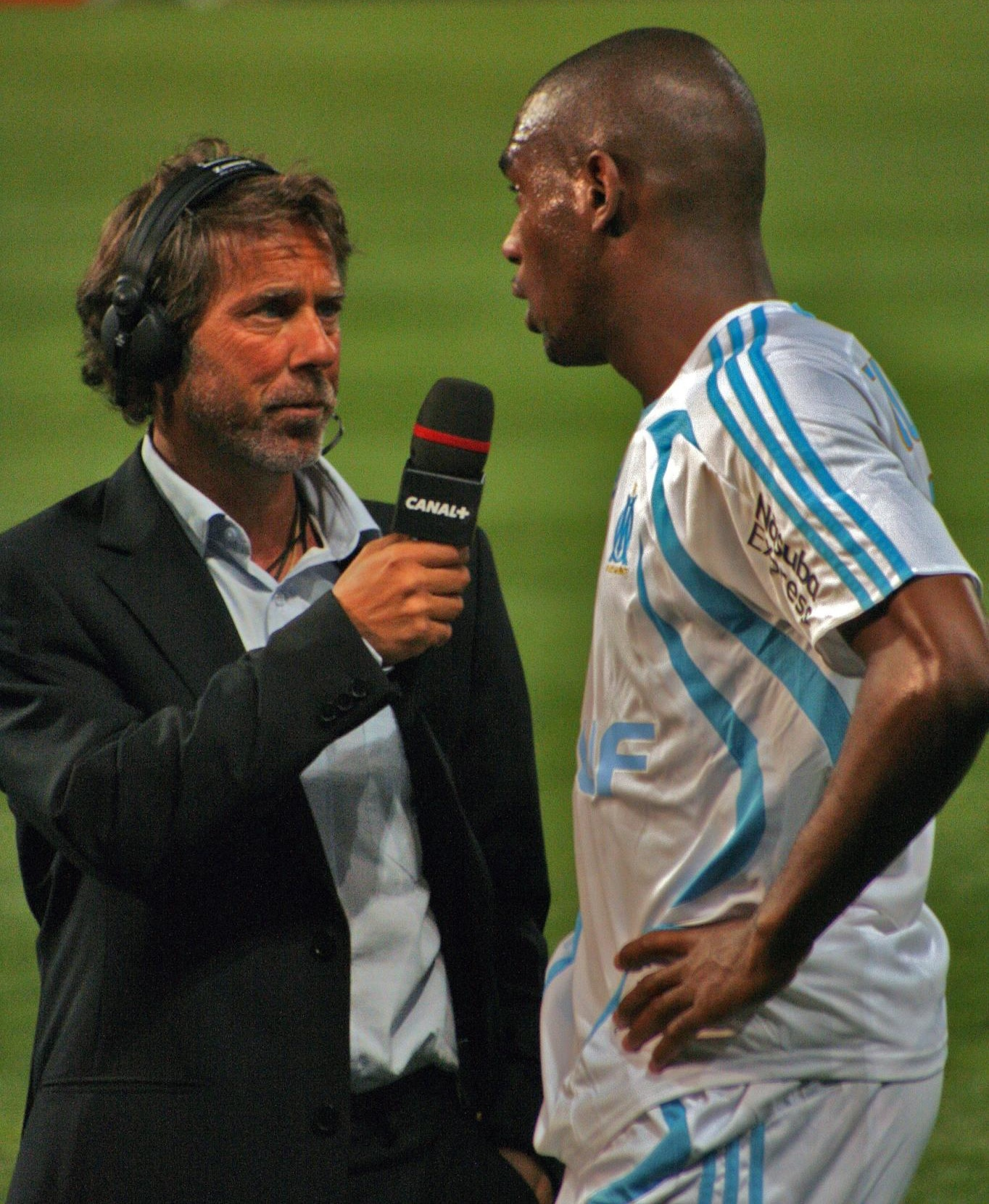
Laurent Paganelli

La saison suivante est décevante avec une 11e place en championnat, due en partie aux départs vers le RC Paris de David Ginola et Bernard Casoni et la retraite professionnelle anticipée, à la suite de blessures à répétition, de Laurent Paganelli, qui continuera néanmoins à jouer encore deux saisons en tant qu'amateur.
Finalement, la saison 1989-1990 sera celle du retour à Bon Rencontre, une demande de Rolland Courbis devant les caméras de Canal+. Mais sous la pression des élus locaux, cela ne dure que 8 matches et Courbis qui voulait un stade complètement consacré au football quitte son poste d’entraîneur contre celui de manager général du club et la légende Delio Onnis est nommé à son poste. Le SC Toulon Var termine le championnat à la douzième place, dans le ventre mou du classement et se fait éliminer en seizièmes de finale de Coupe de France par Valenciennes (6-5 tab).

#### Affaire de la caisse noire
En 1986, Rolland Courbis est nommé au poste d’entraîneur du Sporting Toulon en remplacement de Paul Orsatti à la suite de mauvais résultats. Courbis a la mainmise sur les transferts et de nombreux accords avec Marseille ont lieu. On voit ainsi débarquer sur la Rade des joueurs comme Bernard Pardo ou Laurent Roussey. L'année suivante, d'autres pointures comme Joseph-Antoine Bell ou Philippe Anziani arrivent à leur tour. Le Sporting vit au-dessus de ses moyens.
L'affaire de la caisse noire éclate en 1990 et explique comment Toulon a réussi à se maintenir au sein de l'élite du football Français. Des réserves d'argent sont accumulées en parallèle de la gestion officielle pour pouvoir faire vivre et fonctionner le club. Le directeur administratif, Éric Goiran, ainsi que l’entraîneur Rolland Courbis sont mis en examen puis incarcérés et inculpés pour détournement d'argent, malversations financières et faux en écriture. D'après Courbis, il était vital pour le club de fonctionner ainsi, afin de lui permettre de jouer au plus haut niveau. Le manque évident de ressources financières diversifiées ont conduit le club à accumuler un déficit de 5,5 millions de francs en 1988, qui grimpera à 70,1 millions de francs en 1990. Ce à quoi s'ajoutent des détournements de fonds sur les transferts à hauteur de 13,6 millions de francs.
Courbis quitta Toulon en 1990 pour rejoindre un club de la région Marseillaise, l'US Endoume avant de finalement signer pour les Girondins de Bordeaux en 1992. En 1993, le Sporting termine à la 19e place de D1 et est rétrogradé administrativement en National 1.

### Les remous des années 1990 et la liquidation judiciaire
Toute la saison 1990-1991, le Sporting flottera en eaux troubles, près de la zone de relégation et ne sera tiré d'affaire qu'à la dernière journée à la faveur d'un match nul contre Monaco (1-1). Les déboires extra-sportifs font surface et Rolland Courbis, ainsi que le président de l'époque, M. Asse, et le trésorier sont contraints à la démission à la suite de l'affaire de la caisse noire de Toulon. Plusieurs joueurs doivent quitter le club pour équilibrer les comptes : Antoine Kombouaré, Milos Bursac, et Alain Bénédet. La saison suivante voit le Sporting se faire éliminer en 16e de finale de la Coupe de France par le Gazélec d’Ajaccio (1-0) le 15 mars 1992. Toulon terminera à la 14e place du championnat grâce aux 12 buts de Leonardo Rodriguez. La saison 1992-1993 sera la dernière de l'histoire du STV en première division. En effet, rien ne va plus : financièrement, les salaires ne suivent pas et sportivement, le Sporting est relégué en 2e division. Après plusieurs années d'incertitude, le club est donc relégué en 1993 en Championnat National 1 (le 3e niveau du football français) à la suite de problèmes financiers, en particulier l'affaire de la caisse noire.
Le sport français ne marque décidément pas de points cette année-là.
En rugby, le FC Grenoble et son manager Jacques Fouroux, en conflit avec la fédération, se voit privé du titre dans une sombre affaire et le mercredi 17 novembre 1993, la défaite de l’équipe de France contre la Bulgarie (1-2) prive les Bleus d'une qualification à la Coupe du monde de football 1994, l'un des plus gros échecs sportifs de l'histoire du football français.
Des changements sont nécessaires pour faire repartir le club. Gennaro Luigi Alfano est appelé par le nouveau président pour entraîner l'équipe, qui sera nommée Sporting Club de Toulon 83, et plusieurs joueurs viendront constituer le nouvel effectif. La première victoire interviendra lors de la 6e journée. Lors de la rencontre contre Lyon-Duchère le 31 mai 1994, Alain Bénédet va se blesser très sérieusement avec une fracture tibia-péroné lors d'un choc avec le gardien du Sporting. Il mettra fin à sa carrière après ce match. Toulon, qui a perdu 5 points sur tapis vert, termine à la 5e place du championnat, à 3 points seulement de la seconde place, synonyme de montée. La saison suivante, en 1994-1995, un nouveau président, Mirhan Davidian, est nommé, encore… Financièrement, le club est à la dérive puisque les salaires des joueurs ne sont pas payés depuis le début du championnat et une grève éclate le 13 octobre 1994. La Direction nationale du contrôle de gestion autorise trois joueurs du STV à quitter le club à la suite des impayés et décide aussi de rétrograder le club en National 2, à titre conservatoire. Le club va lutter toute la saison pour ne pas descendre aussi sportivement. Grâce au dépôt de bilan de plusieurs clubs et au projet de redressement présenté le 7 juin 1995 par le nouveau président Catalano, la DNCG décide de conserver Toulon en National 1.
La saison 1995-1996 voit les Toulonnais remporter le titre de National 1 et accéder à la deuxième division. Cette année coïncide avec le retour du Sporting au stade Mayol. En 16e de finale de la Coupe de France, ils éliminent les Girondins de Bordeaux de Zinédine Zidane (3-2 a.p.), avant d'être battus aux tirs au but par Montpellier HSC au tour suivant devant 12 000 spectateurs aux tirs au but. En terminant pour la première fois de son histoire 1er du Groupe B, Toulon retrouve la 2e division. Le Sporting doit disputer un match pour déterminer le champion de National et il le remportera contre Saint-Brieuc. Toulon est champion de National. La saison suivante marque la participation de Toulon à la Coupe de la Ligue puisque la compétition est réservée aux équipes professionnelles. Le club est éliminé par le Racing Club de Lens, club de l'élite, en 8e de finale. En Coupe de France, le parcours est moins brillant car le STV est éliminé dès son premier match… contre une équipe de Division d'Honneur, en prolongations.
L'embellie ne dure que deux saisons. Le nouvel entraîneur et ancien Toulonnais, Albert Emon est remercié à la trêve car le club est avant-dernier du championnat. Il est remplacé par un ancien joueur, Christian Dalger. Le club ne suit plus. Les joueurs sont en grève et la DNCG décide une double rétrogradation administrative en CFA 2 (équivalent de la 5e division). L'équipe réserve remporte le championnat de Division d'Honneur 1997-1998 mais se voit refuser l'accession à la suite de la rétrogradation de l'équipe 1. Seule satisfaction : les huitièmes de finale de la Coupe de France, après avoir éliminé le tenant du titre, Nice.
Le Sporting est leader de sa poule avec le club de Draguignan pendant la moitié de la saison 1998-1999. Mais les collectivités territoriales refusent de combler le déficit du club, le Sporting est conduit à la liquidation judiciaire le 19 novembre 1998 (le président du club ira même jusqu'à imiter la signature du maire de Toulon pour essayer de sauver le club). Le club ne termine pas sa saison en CFA 2. Le 17 décembre, le repreneur est connu : il s'agit d'un expert-comptable, Alain Bencivengo. Le lendemain, le club reprend en Division d'Honneur avec l'équipe réserve… qui est dernière de la poule. Le club est aussi interdit de montée.

### L'ère Bencivengo (1998-2009)
Sa meilleure équipe (l'équipe 2, devenue par conséquent la nouvelle équipe 1) évolue alors en Division d'Honneur (6e échelon) de la Ligue Méditerranée après le rachat du club par Alain Bencivengo en décembre 1998. Rebaptisé Sporting Toulon Var, le club assure le maintien lors de la dernière journée de la saison 1998-1999 grâce à un match nul à l'extérieur contre Cagnes, co-leader du championnat.
Lors de la saison 1999-2000, une nouvelle tribune est inaugurée et sera nommée Borelli en hommage à l'ancien gardien du Sporting, décédé dans un accident de la route. L'équipe réserve, alors entraînée par Jean Susini, est promu en Promotion d'Honneur A. La saison suivante, le STV termine à la 2e place sportivement, mais est reléguée sur la dernière marche du podium après prise en compte des pénalités. L'équipe réserve est à nouveau promue et jouera en Division d'Honneur Régionale.
En octobre 2002, un ancien joueur du Sporting Toulon, François Vanverberghe, devient le premier footballeur professionnel Français à être assassiné[réf. nécessaire], lui qui était devenu le garde du corps de son oncle, Francis Vanverberghe dit Francis le Belge, figure du milieu français. Victime d'un règlement de comptes, il est abattu par balle avec son cousin Jean-Louis Moracchino alors qu'ils circulairent sur une route des Bouches-du-Rhône.
Le club enchaîne à partir de 2002 trois montées en quatre saisons, lui permettant d'intégrer le championnat de National en 2005. Alors que le Sporting clôt la saison 2001-2002 avec la meilleure défense et 10 points d'avance sur son principal concurrent, il reçoit La Ciotat lors du dernier match et 1 000 spectateurs se déplacent pour acclamer la montée en CFA 2 et le meilleur buteur du club en championnat, Christophe Darrigade. Lors de la saison 2002-2003, le STV va débuter sur une victoire 2-0 contre la réserve d'Alès, alors en National. Le club terminera la saison à la 1re place avec 14 points d'avance sur le second et sera promu en CFA. Foued Lareche est le meilleur buteur du club avec 14 buts. En engagent le natif d'Ollioules, Jean-Louis Garcia, le Sporting terminera la saison suivante à la 2e place derrière Bayonne alors que le club est un promu ; la saison 2004-2005 sourira cependant aux supporters Toulonnais puisque le club sera promu grâce à l'efficacité de Mesut Bilici (18 buts) et une invincibilité à domicile. La même année, Toulon atteint les 16e de finale de la Coupe de France mais sera battu par Clermont.
Candidat déclaré à la montée en Ligue 2 pour la saison 2005-2006, Toulon remporte son premier match contre le GFC Ajaccio, mais peinera à s'imposer à l'extérieur. De plus, le club de Vannes mettra fin à 3 ans d'invincibilité Toulonnaise à domicile. Le club finira à une honorable 7e place en championnat et Mesut Bilici, toujours présent dans les rangs Toulonnais, clôturera la saison avec 7 buts au compteur. Jérôme Le Moigne sera transféré à Sedan, alors en Ligue 1, à la fin de la saison. En Coupe de France, le parcours s’arrêtera au 7e tour aux tirs au but contre Montpellier. La saison suivante, le Sporting Toulon arborera un maillot aux couleurs Noir et Or pour commémorer les 60 ans du club ; le club licencie Jean-Louis Garcia à la suite de plusieurs désaccords avec le directeur sportif de l'époque, André di Scala, alors que le club est invaincu en National après 10 journées de championnat, se positionnant à la 3e place. Hubert Velud, nouvellement nommé, conduira le club à la relégation en CFA en 2007.
Lors des saisons suivantes, le club restera dans la première partie de tableau de CFA sans jamais vraiment se mêler à la lutte pour le titre, synonyme de promotion. Plusieurs entraîneurs se succéderont en vain.

### Nouvelle rétrogradation administrative en 2011
Au 15 juin 2009, le compte de résultat du Sporting accuse une perte nette de 450 111 euro avant impôts pour un chiffre d'affaires de 79 878 euro. En décembre 2010, le compte de résultat accuse une nouvelle perte de 374 554 euro. Cela monte la perte nette à 825 665 en deux ans. Le règlement de la CFA n'autorisant un déficit que de 100 000 euro, le Sporting se voit placer sous la responsabilité de la Direction Nationale de Contrôle de Gestion (DNCG). On observe ici la continuation de la société malgré un actif net devenu inférieur à la moitié du capital social, selon la décision du conseil d'administration en date du 29 décembre 2010.
En 2011, la DNCG exclut le club de toute compétition nationale. La nouvelle direction du club se bat pour obtenir l'annulation de cette décision, mais le Tribunal Administratif confirmera la sanction et le Sporting devra recommencer en Division d'Honneur.

### La remontée du club (2014-2020)
Le Sporting Toulon Var, après plusieurs années en Division d'honneur, retrouve la CFA2 (5e division française) après sa victoire lors de la dernière journée au stade de Bon Rencontre le 25 mai 2014. La remontée du Sporting Toulon Var se poursuit à l'issue de la saison 2015-2016 où il obtient sa montée sportive en CFA (4e division française) à 3 journées de la fin du championnat. Le club réalise une bonne saison 2016-2017 avec une 4e place à la clé pour le retour du club en CFA. Il se nommera à nouveau Sporting club de Toulon à partir de la saison 2016-2017 après la fusion avec son voisin le Sporting Club Toulon-Le Las.
Lors de la saison 2018-2019, le Sporting club de Toulon obtient sa montée lors de la dernière journée de Championnat de France de football de National 2 en battant le Monts d'Or Anse Foot sur le score de 3-0. Il rejoint le Championnat de France de football National (3ème division française) pour la saison 2019-2020 avec Fabien Pujo à sa tête. Le début de saison en National jugé insatisfaisant par les dirigeants du club (6 nuls et 3 défaites), Fabien Pujo, est limogé de son poste d'entraîneur et est remplacé par Victor Zvunka le 7 octobre 2019.

#### La remontée en National (2020-2021)
Le Sporting Club de Toulon est officiellement promu en National 1 après sa victoire face à MDA Foot 3 buts à 0.
Le club commence sa saison par un match nul jugé "encourageant" face à l'AS Béziers (football) sur le score de 0-0. Malheureusement, après 4 journées, le Sporting n'a pas empoché la moindre victoire et a concédé 4 matchs nuls en 4 rencontres.
La 8e journée voit le Sporting Club de Toulon concéder sa première défaite à domicile au stade de Bon Rencontre face au Stade lavallois Mayenne Football Club sur le score de 1-0. La 10e journée voit le Sporting s'incliner à domicile face à l'Union sportive concarnoise sur le score de 1-0. Cette défaite sera fatale à l'entraîneur en chef, Fabien Pujo, puisqu'il sera démis de ses fonctions à la suite de cette nouvelle défaite.
Un nouvel entraîneur, Victor Zvunka, est nommé à la tête de l'équipe mais cela ne porte pas immédiatement ses fruits.
Après un recrutement massif en janvier 2020, le Sporting Club de Toulon signe sa première victoire face au Football Club Villefranche Beaujolais sur le score de 3 buts à 0.
Le dernier match de la saison (puisque celle-ci sera arrêtée en raison de l'épidémie de coronavirus) oppose Toulon à l'Union sportive Créteil-Lusitanos mais Toulon perd une nouvelle fois sur le score de 2 à 1. À la suite des décisions gouvernementales prises concernant le sport par rapport au coronavirus, le Sporting Club de Toulon est officiellement relégué en National 2 le 14 mai 2020, sans avoir pu défendre ses chances jusqu'à la fin du championnat.

### Le retour en National 2 (2021-)
Le début de la saison 2020-2021, est encourageant pour le club de la Rascasse. En effet, Toulon pointe à la 3e place, à 1 point du leader, après 9 journées. Mais la saison doit s'arrêter pour les Varois, car le gouvernement suspend les championnats amateurs pour toute la saison en raison de la pandémie de Covid-19.
Pour la saison 2021-2022, le club lutte pour le maintien et finit à la 9e place.
Lors de la saison 2022-2023, le Sporting club de Toulon se maintient en Championnat de France de football de National 2, terminant la saison à la 9e place.

## Palmarès et résultats

### Palmarès
Le club a évolué pendant douze saisons en première division du championnat de France, et pendant trente-six saisons en deuxième.
| Championnats nationaux | Coupes nationales |
| --- | --- |
| - Championnat de France D1 - Meilleur classement : 5e en 1988 - Championnat de France D2 - Vice-champion : 1983 - Championnat de France de National 1 (D3) (1) - Champion : 1996 - Championnat de France de Division 3 (D3) - Vainqueur de groupe : 1981 - Championnat de France de CFA / National 2 (D4) - Vainqueur de groupe : 2005 et 2019 - Championnat de France de CFA 2 / National 3 (D5) - Vainqueur de groupe : 2003 et 2016 | - Coupe de France - Meilleure performance : demi-finale en 1963 et 1984 - Coupe de la Ligue - Finaliste : 1965 - Coupe Charles Drago - Finaliste : 1960 |
| Compétitions régionales | Tournois saisonniers |
| - Division d'Honneur Méditerranée (D6) (2) - Champion : 2002 et 2014 | |

## Identité du club

### Logos

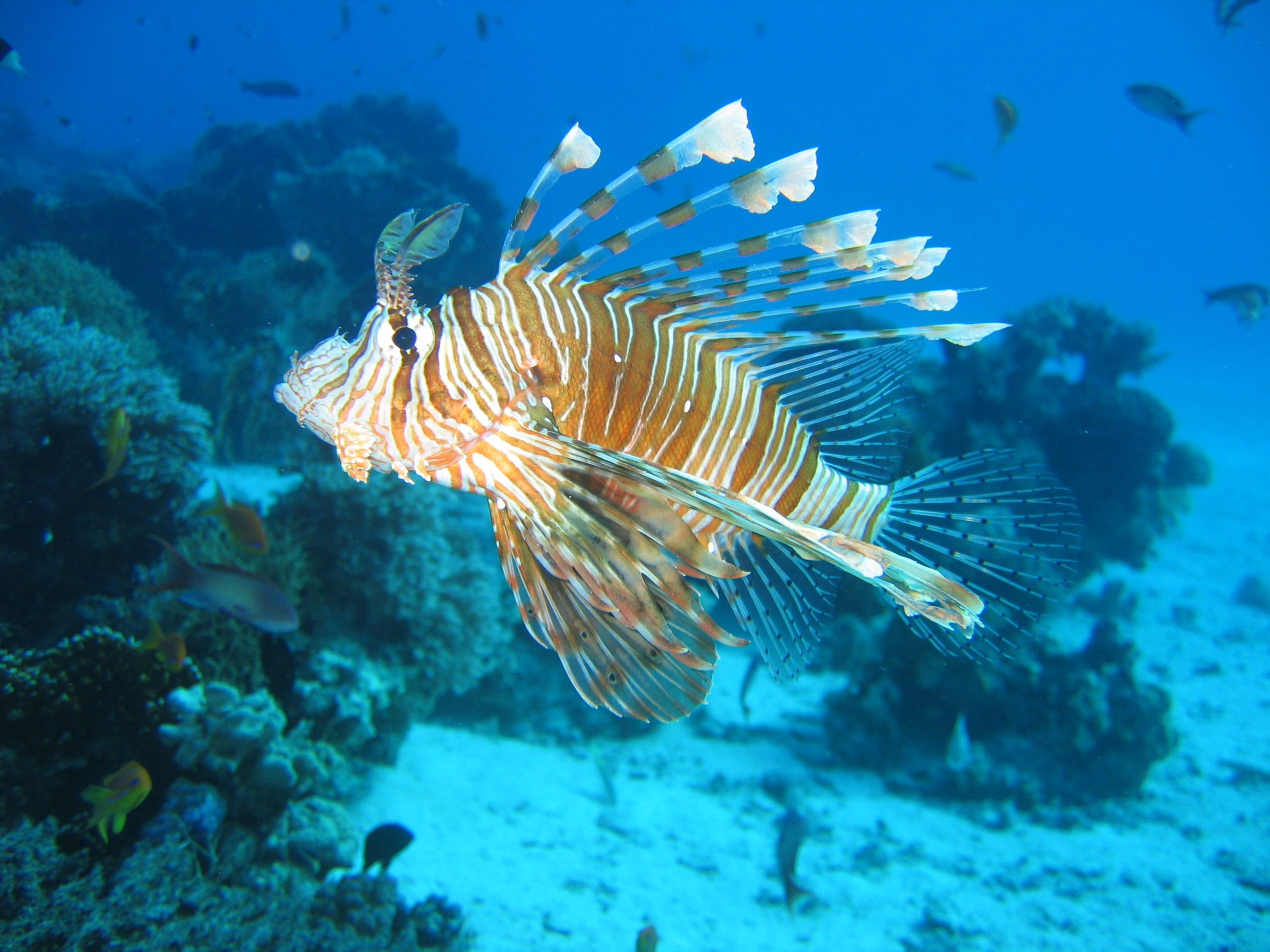
Rascasse.

Le symbole du club est une rascasse, poisson commun en Méditerranée, et sa devise « Qui s’y frotte s’y pique ». Créé en 1951, ce symbole apparaît d'abord sur le journal des supporters avant de faire son apparition durant les années 1970 sur le maillot des joueurs, faisant alors partie intégrante de l'écusson du club. Chaque époque a eu sa rascasse. Au fil du temps, comme dans la plupart des clubs, plusieurs modèles seront dessinés jusqu'au modèle connu aujourd'hui.

Ancien logo.
Logo actuel.

### Couleurs
Lorsque le club est créé en 1945, ses couleurs sont noir et or. Ce n'est qu'en 1956 que les couleurs actuelles, azur et or, qui sont aussi les couleurs des armoiries de la ville de Toulon, sont choisies.

## Personnalités du club

### Présidents
Depuis la fondation du club en 1944, dix-sept présidents se sont succédé à la tête du club toulonnais. Arthur Depallens est celui qui est resté le plus longtemps à la présidence (13 ans). Le président actuel est Jacques Jayet, nommé en juillet 2011 après le rachat du club par Claude Joye, président de l'US Feurs.
| Période   | Nom               |
| --------- | ----------------- |
| 1945-1948 | Dr Coulomb        |
| 1948-1961 | Arthur Depallens  |
| 1961-1967 | Jacques Leterreux |
| 1967-1969 | Michel Aliotti    |
| 1969-1973 | Antoine Sirvente  |
| 1973-1975 | Angelo Bonadei    |
| 1975-1980 | André Martinez    |
| 1980-1983 | André Sudre       |
| 1983-1985 | Angelo Bonadei    |
| 1985-1991 | Alain Asse        |

| Période   | Nom               |
| --------- | ----------------- |
| 1991-1993 | Guy de Courson    |
| 1993-1994 | Joseph Favaloro   |
| 1994-1995 | Mirhan Davidian   |
| 1995-1997 | Serge Catalano    |
| 1997-1998 | Albert Mansana    |
| 1998-1998 | Jacques Leterreux |
| 1998-2009 | Alain Bencivengo  |
| 2009-2011 | Pascal Bataillé   |
| 2011-     | Claude Joye       |

### Entraîneurs
De nombreux entraîneurs sont passés par le club toulonnais ; certains même ont entraîné le STV sur des périodes distinctes comme Jean Luciano, Marcel Duval, Christian Dalger, Gennaro Luigi Alfano ou encore Dragan Cvetkovic. Le record de longévité est attribué à Gabriel Robert (1953-1959), alors que Marcel Duval a entraîné le club pendant 15 ans, cumulés sur 4 périodes distinctes.
| Rang | Nom                | Période     |
| ---- | ------------------ | ----------- |
| 1    | Charles Roviglione | 1945 - 1948 |
| 2    | Lucien Troupel     | 1948 - 1951 |
| 3    | Francis Maestroni  | 1951 - 1953 |
| 4    | Gabriel Robert     | 1953 - 1959 |
| 5    | André Gérard       | 1959 - 1960 |
| 6    | Marcel Duval       | 1960 - 1963 |
| 7    | Hervé Mirouze      | 1963 - 1967 |
| 8    | Jean Luciano       | 1967 - 1970 |
| 9    | Marcel Duval       | 1970 - 1972 |
| 10   | Jean Luciano       | 1972 - 1973 |
| 11   | Marcel Duval       | 1973 - 1978 |
| 12   | Célestin Oliver    | 1978 - 1979 |
| 13   | Pierre Sinibaldi   | 1979 - 1980 |
| 14   | Marcel Duval       | 1980 - 1985 |
| 15   | Christian Dalger   | 1985 - 1986 |

| Rang | Nom                   | Période     |
| ---- | --------------------- | ----------- |
| 16   | Paul Orsatti          | 1986 - 1986 |
| 17   | Rolland Courbis       | 1986 - 1990 |
| 18   | Delio Onnis           | 1990 - 1991 |
| 19   | Guy David             | 1991 - 1992 |
| 20   | Robert Dewilder       | 1992 - 1993 |
| 21   | Jean-Louis Bérenguier | 1993 - 1995 |
| 22   | Luigi Alfano          | 1995 - 1996 |
| 23   | François Bracci       | 1996 - 1997 |
| 24   | Albert Emon           | 1997 - 1997 |
| 25   | Christian Dalger      | 1997 - 1998 |
| 26   | Luigi Alfano          | 1998 - 1999 |
| 27   | François Zahoui       | 1999 - 2001 |
| 28   | Dragan Cvetkovic      | 2001 - 2003 |
| 29   | Jean-Louis Garcia     | 2003 - 2006 |
| 30   | Hubert Velud          | 2006 - 2007 |

| Rang | Nom               | Période                |
| ---- | ----------------- | ---------------------- |
| 31   | André Blanc       | 2007 - 2008            |
| 32   | Dragan Cvetkovic  | 2008 - 2010            |
| 33   | Franck Zingaro    | 2010 - 2011            |
| 34   | Luigi Alfano      | 2011 - 2012            |
| 35   | Kader Ferhaoui    | 2013                   |
| 36   | Mohamed Sadani    | 2013 - 2015            |
| 37   | Luigi Alfano      | 2015 - 2016            |
| 38   | Dominique Veilex  | 2016 - 2017            |
| 39   | William Prunier   | 2017 - 2018            |
| 40   | Fabien Pujo       | 2018 - oct. 2019       |
| 41   | Victor Zvunka     | oct. 2019 - juin. 2020 |
| 42   | Luigi Alfano      | juin. 2020 - mai 2021  |
| 43   | Ludovic Batelli   | mai 2021 - jan. 2022   |
| 44   | Michel Poinsignon | jan. 2022 - juin 2022  |
| 45   | Eric Rech         | 2022-2023              |
| 46   | Teddy Bertin      | 2023-2024              |
| 47   | Mohamed Sadani    | 2024-                  |

### Effectif actuel
Le tableau ci-dessous dresse la liste de l'effectif actuel du Sporting Club de Toulon.

## Structures du club

### Stades
Le Sporting Toulon Var a occupé et occupe trois emplacements distincts à Toulon. Il joue ses matches à domicile au stade de Bon Rencontre dans l'est de la ville mais a aussi évolué pendant plusieurs saisons au stade Mayol, le grand stade proche du centre-ville où évolue également le Rugby club toulonnais, lorsque Bon Rencontre était en travaux et durant la période où le club évoluait en première division dans les années 80. Par ailleurs l'équipe réserve du Sporting joue au stade Mercheyer.
En capacité, le stade de Bon Rencontre est le second stade de Toulon derrière le Mayol. Inauguré en 1955, il peut accueillir aujourd'hui 7 679 spectateurs assis. En 1957, une nouvelle pelouse est installée car le stade était construit sur une ancienne décharge. Gabriel Robert, lors des entraînements, faisaient s'aligner les joueurs afin qu'ils ramassent les nombreux bouts de verres présents sur le sol afin d'éviter tout risque de blessure en cas de chute. En 1962, les tribunes Berlet et Mouraille sont inaugurées ; la tribune Borelli l'étant en 1999. En 2001, le stade accueille le Sporting à nouveau après de nombreux travaux. Le club alternait les matches entre Mayol et Bon Rencontre lors des 50 dernières années du fait de ces nombreuses rénovations.
Aujourd'hui le stade de Bon Rencontre est donc composé de trois tribunes : la tribune Mouraille, la tribune Depallens et la tribune Borrelli.
Le stade Mercheyer a été rénové en 2006 avec l'installation d'une nouvelle pelouse synthétique comprenant un nouveau revêtement de type Prestige XT 65. Il peut contenir une capacité de 500 places non assises sur une superficie de 8 175 m2, en face du stade de Bon Rencontre, près de l'avenue Aristide Briand.

#### Siège
Anciennement, le siège se situait au Grand Hôtel, au 4 de la place de la Liberté la grande place centrale de Toulon. Avec le changement d'actionnariat, le nouveau siège se trouve au stade, avenue Aristide Briand. Le siège se trouve aussi à proximité du terrain d'entrainement de la réserve du STV, à Mercheyer, où cette dernière joue ses matches de division d'honneur régionale.

## Soutien et image

### Groupes de supporters
Les supporters du Sporting Toulon sont organisés de trois manière différente :
- Les Socios, qui voient le jour lors de la saison 2006-2007, qui sont des actionnaires finançant le club (ils sont environ 250)[25]
- L'Amicale des Supporters, fondée en 1998, qui regroupe les supporters "lambda" (assis, non-équipés de tambour ou de tifos contrairement aux ultras) de la tribune Depallens[26]
- Le Mouvement Ultra Toulonnais déploie à chaque match ses banderoles (une bâche par groupe plus d'autres écriteaux à message ou de groupes amis présents au stade comme le Old Block du Paris Saint-Germain ou encore les Ultras Grigi de Alessandria), ses tifos et anime la tribune en chantant tout le match debout accompagné d'un tambour. Dans chaque groupe, il y a un capo qui mène les chants. Les groupes ultras emploient fumigènes et pots de fumée lors des grandes occasions. Ils attendent la fin du match et le départ du délégué de la FFF afin d'éviter les sanctions envers le club[27]. On compte aujourd'hui quatre groupes ultras qui occupent les quatre blocs actuellement ouverts au public en Tribune Mouraille (anciennement les Fedelissimi ont occupé la Tribune Borelli mais aujourd'hui elle est fermée sauf pour les rares pacages importants numériquement comme la réception du Red Star en 2019), du A au D : le Old Clan, les Amoureux du Passé (ADP) aussi appelés Du Passé Je suis Amoureux, les Fedelissimi (FT 98) et le Bloc D[28]. Le mouvement ultra toulonnais voit le jour en 1987 avec les South Wolf, suivis par les Rasta Bronx en 1988 et la Brigade Azur et Or en 1990. Ces trois groupes animent alors le Stade Mayol lors des matches du Sporting en Division 1[29]. En 1993, lors de la relégation du Sporting en National, les trois groupes fusionnent pour former les Irréductibles (IRD 93)[30]. En 1998 apparaissent les Fedelissimi. En 2014, les IRD 93 publient un communiqué d'auto-dissolution[31]. Mais très vite, trois nouvelles bâches apparaissent en Mouraille : - le Old Clan, qui regroupe les membres les plus anciens des ex-IRD, ceux ayant connu les années 1990 où le club était professionnel - les Amoureux du Passé, composés de jeunes ayant rejoint les IRD dans les années 2000 - le Bloc D qui regroupe principalement d'anciens Fedelissimi mais aussi d'anciens IRD[28] De nombreux joueurs des catégories jeunes du Sporting Toulon, ainsi que des jeunes du quartier populaire de Bon Rencontre où se trouve le stade, viennent renforcer les rangs de ces groupes d'année en année. Ainsi, malgré les grandes difficultés financières connues par le club ces 20 dernières années, le Mouvement Ultra Toulonnais est toujours dynamique, porté par une ferveur inarrêtable et un idéal unique.

Le célèbre groupe d’ultras des supporters Toulonnais fedelissimi mettent fin à leur groupe après 24 ans de fidélité
Dans Var-Matin, Alain des Rasta Bronx présente son groupe, dissous dans les IRD en 1993, comme "d'extrême-gauche". L'article évoque des "antifas présents à chaque match à Bon Rencontre".

### Affluence
Toulon faisait régulièrement le plein dans le passé lorsqu'il évoluait au plus haut niveau contre des grosses cylindrées habituées aux joutes européennes.
Le vendredi 19 avril 1985, 18 000 spectateurs sont venus à Mayol pour le match contre l'AS Monaco, qui reste encore la meilleure affluence du club. La meilleure affluence en Coupe de France a été obtenue lors de l'édition 1983-1984 contre l'AS Monaco (victoire 2-1) avec 17 000 spectateurs au stade Mayol.
Parmi les 10 meilleurs affluences de Toulon, 9 l'ont été durant la phase de championnat de première division, jouée à chaque fois au stade Mayol dont les matchs contre Marseille (le derby local), Monaco et Bordeaux. Contre l'Olympique de Marseille, les affluences ont été respectivement de 15 000, puis 15 452 et 17 000 spectateurs en 1990, 1992 et 1993. Par ailleurs, l'affluence est aussi conséquente contre les Girondins de Bordeaux avec 15 000 personnes en 1985 et 1990 et 17 015 en 1986 en championnat. Enfin, contre Monaco, outre le record, une affluence de 16 146 et 17 000 a respectivement été constatée en 1989 et 1984. Dans le passé, 16 680 personnes s'étaient rendues au stade pour le match contre le grand Reims.
En ce qui concerne les affluences sur la saison, une moyenne de 9 420 spectateurs a été établie lors de la saison 1984-1985. L'année précédente et l'année suivante il y eut respectivement 8 242 et 7 955 personnes en moyenne au stade. Toujours à la fin des années 1980, 7 682 supporters en moyennes sont venus au stade. À noter que lors du championnat 1964-1965, il y avait 8 529 personnes en moyenne.

### Rivalités
Le Sporting Toulon Var connaît ses plus sérieuses rivalités avec l'Olympique de Marseille ainsi que l'OGC Nice à la suite des incidents répétés qui eurent lieu contre leurs supporters lors des derbys opposant ces clubs. D'autres tensions existent aussi avec le Montpellier HSC, l'AS Saint-Étienne et le Nîmes Olympique[réf. nécessaire].
Durant plusieurs saisons en championnat amateur le Sporting Toulon et l'E.F.C Fréjus Saint-Raphaël se rencontrent. Au fil du temps une rivalité sportive se créé entre le club phare du département varois et son voisin de l'est var.

#### Avec l'Olympique de Marseille
Le Sporting est un club longtemps ancré en deuxième division et y a passé six saisons en compagnie de l'Olympique de Marseille. De 1983 à 1993, les deux clubs évoluent ensemble en D1 et sont rivaux. En effet, de 1990 à 1993, la meilleure affluence de Toulon est faite lors de l'accueil de l'OM, avec un pic à 17 000 spectateurs en 1993 au stade Mayol.
En 1959-60 et en 1964-65, le SC Toulon évolue en D1 alors que l'OM est en D2, mais de nos jours, il y a trois divisions de différence entre les deux clubs. Cependant, la rivalité existe toujours, les supporters marseillais ayant désormais des différends avec les supporters du Sporting Club de Toulon dans le championnat des réserves (National 2).
Le bilan est favorable à l'OM, qui affiche un bilan de neuf victoires, cinq nuls et quatre défaites. Le dernier derby remonte au 9 janvier 1993, où Marseille s'impose 5-2.

### Médias
Une page officielle sur le principal réseau social, Facebook, a été lancée au début du mois d'avril 2011 afin de lier le club avec son public et le promouvoir.
Une web TV officielle, STV Channel, a été lancée en 2008 et a proposé des résumés de matchs et des reportages jusqu'en 2012.
Mathieu Le Moing, directeur du webzine La rade Toulonnaise, a alors repris la web TV du club à partir d'août 2014 sous le nouveau nom de Sporting TV.
Pour la presse écrite, le quotidien départemental Var-Matin, diffusé à plus de 75 000 exemplaires, retrace régulièrement la vie du Sporting et les résultats dans ses éditions.

## Autres équipes

### Équipe réserve et sections de jeunes
En 2011-2012, l'équipe réserve du Sporting évolue en Division d'honneur régionale Méditerranée et est entraînée par Luigi Alfano. Elle est championne de Division d'honneur Méditerranée en 1998. Frédéric Brando est lui le directeur technique de l'ensemble des équipes de jeunes.
Le Sporting de Toulon comprend nombre de formations de jeunes, des débutants aux juniors. Ces derniers ont atteint la finale de la Coupe Gambardella en 1966.

### Section féminine
Lors de l'assemblée générale du mois d’août 2011, le nouveau président Jacques Jayet a présenté son projet sportif qui s'étale sur une période de 7 ans, de 2011 à 2018. Il a insisté sur la mise en place d'une structure féminine sur 5 ans pour faire moderniser l'image du club. Pour la saison 2019-2020, l'équipe féminine du SC Toulon évolue en Régionale 1.